# 布雷頓森林
布雷顿森林（英語：Bretton Woods）是美国新罕布什尔州卡罗尔镇的一个非建制地區，境內有三个休闲娱乐设施。布雷顿森林几乎被白山山脉国家森林所包围。
1772年，英王乔治三世將位於白山山脈的一块24640英亩（9970公顷）的土地劃為种植园，並將其賞賜給西約克郡布雷顿庄园的主人托马斯·温特沃斯爵士（Sir Thomas Wentworth）。後來這片种植园發展成卡罗尔镇，這塊土地的东南角則以布雷顿庄园的名稱命名為“布雷顿森林”。
布雷顿森林是1944年布雷顿森林会议的举办地，布雷顿森林体系由此得名，1945年在會議基礎上成立了世界银行和國際貨幣基金組織。布雷顿森林体系于1971年尼克森衝擊後瓦解。